# William Jennings Bryan
William Jennings Bryan (Salem, 19 de março de 1860 – Dayton, 26 de julho de 1925), advogado e político dos Estados Unidos. Foi Secretário de Estado dos Estados Unidos da América.

## Carreira
Membro do Partido Democrata, foi candidato à presidência dos Estados Unidos em três ocasiões: nas eleições de 1896, de 1900 e de 1908. Em todas foi derrotado pelos candidatos do Partido Republicano, primeiro por William McKinley e depois por William Howard Taft.
Foi o acusador e testemunha principal no "Julgamento do Macaco", no qual se acusou o mestre-escola, John Thomas Scopes, de ensinar a teoria da evolução aos seus alunos.
Alguns escritores norte-americanos defenderam que Willian J. Bryan inspirou o personagem Leão Covarde do livro "O Maravilhoso Mágico de Oz". Supõe-se que o próprio autor da obra, L.Frank Baum, era um adepto do extinto Partido Populista norte-americano. O Leão Covarde da obra de ficção, a figura mais aterrorizadora da floresta, a autoridade, o rei dos animais, escondia que era um medroso. Bryan tinha um pouco disso, pois era a principal figura de renome do Partido Populista. Tinha um grande dom para oratória, era carismático e muito persuasivo. Mas na hora de disputar a eleição para presidente dos EUA, não mostrava a mesma força. Foram cinco candidaturas para presidente, sendo derrotado em todas essas eleições, inclusive na última que disputou pelo Partido Democrata. O Leão de "O Mágico de Oz", seria uma sátira, uma paródia a Bryan, fora o fato de defenderem que o próprio enredo seria uma alegoria do Partido Populista norte-americano, com Frank Baum indiretamente idealizando as doutrinas do Partido. Ele foi um dos primeiros denunciadores da Ku Klux Klan da história dos Estados Unidos e um importante ativista anti-racista.